# خاباروفسک
خاباروفسک (به روسی: Хаба́ровск) یکی از شهرهای روسیه و مرکز و بزرگ‌ترین شهر سرزمین خاباروفسک است.
خاباروفسک دومین شهر بزرگ روسیه پس از ولادی‌وستوک در خاور دور روسیه است و در فاصله ۳۰ کیلومتری از مرز چین واقع شده‌است.
شهر خاباروفسک از ۲۰۰۲ تا دسامبر ۲۰۱۸ مرکز اداری ناحیه فدرالی خاور دور بود، و حالا شهر ولادی‌وستوک مرکز ناحیهٔ مزبور است. این شهر در ۲۰۰۵ حدود ۵۷۹ هزار نفر جمعیت داشت.
شهر خاباروفسک در ریزشگاه رودهای آمور و اوسوری و در ۸۰۰ کیلومتری شمال ولادی‌وستوک واقع شده راه اصلی دسترسی به آن از طریق راه آهن سراسری سیبری است. فاصله ریلی خاباروفسک از مسکو ۸٬۵۲۳ کیلومتر است.
نام این شهر از نام کاشف روسی منطقه رود آمور یعنی یروفی خاباروف گرفته شده‌است.